# Simona Hajduk
Simona Hajduk (* 1. August 1989 in Varaždin) ist eine kroatische Handballspielerin auf der Position der Torhüterin. Sie ist Kroatische Nationalspielerin im Beachhandball.

## Hallenhandball
Hajduk begann 1999 mit dem Handball bei ŽRK Koka Varaždin, seit 2007 spielte sie für die erste Mannschaft des gerade wieder in die erste kroatische Liga aufgestiegenen Vereins. 2009 wechselte sie für eine Saison zum Spitzenverein ŽRK Lokomotiva Zagreb, der in der Saison Vizemeister wurde und das Pokalfinale erreichte; in beiden Wettbewerben platzierte sich die Mannschaft hinter dem kroatischen Rekordmeister ŽRK Podravka Koprivnica. Zudem spielte sie mit Lok Zagreb im EHF-Cup, schied aber schon in der zweiten Runde gegen GK Kuban Krasnodar aus. Nach einer Saison kehrte Hajduk zu Koka Varaždin zurück und spielte bis 2013 weiter für den Verein in der ersten Liga Kroatiens. Dann wechselte sie innerhalb der Liga zu ŽRK Zelina in Sveti Ivan Zelina. Mit dem Verein spielte sie zum zweiten Mal in einem Europapokal-Wettbewerb, schied aber im Challenge Cup erneut in der zweiten Runde, gegen DHC Slavia Prag, aus. 2014 wechselte sie nach Ungarn zum ambitionierten Zweitligisten Haladás VSE, der jedoch den Aufstieg in die erste Liga verpasste. Somit wechselte Hajduk erneut nach nur einer Saison weiter in die erste Liga Dänemarks zu Ringkøbing Håndbold, danach zum slowenischen Erstligisten RK Maribor Branik, nach einem halben Jahr zu ŽRK Podravka Koprivnica, wo sie aber nur die restliche Saison blieb. In diesem halben Jahr gewann sie sowohl die kroatische Meisterschaft als auch den Pokal mit ihrer Mannschaft. Anschließend wechselte sie erneut, nun längerfristig zu Maccabi Rischon LeZion in die erste Liga Israels, wo sie mit ihren Landsfrauen Selena Milošević und Ivá Ercegovac zusammen spielt. Während ihren beiden ersten Jahren in Israel konnte sie etwa eine Saison wegen einer Verletzung nicht Handball spielen.
Zwischen 2005 und 2008 spiele Hajduk für die Nachwuchs-Nationalmannschaften Kroatiens. 2005 nahm sie an den U-17-Handball-Europameisterschaft in Österreich teil und wurde Sechste. 2008 folgte die Teilnahme an der U-20-Handball-WM in Mazedonien.

## Beachhandball
Im Beachhandball, den sie seit 2013 betreibt, tritt Hajduk wie ein Großteil der kroatischen Nationalmannschaft für MHC Dubrava an. 2015, 2016 und 2019 gewann sie mit dem Team den Titel bei den kroatischen Meisterschaften. 2014 wurde sie Vizemeisterin, 2017 und 2018 Meisterschaftsdritte. 2015 und 2019 wurden die Zagreb Open gewonnen, 2019 auch der Jarun Cup. 2017 und 2018 unterlag der Club im Finale des Jarun-Cups. Zweimal startete sie mit dem Verein beim EHF Beach Handball Champions Cup, 2016 Dritte, 2021 Achte.
Hajduk spielte 2017 ihre erste Beachhandball-Europameisterschaft am Jarun-See im heimischen Zagreb. Auf die Auftaktniederlage gegen Italien folgte gegen Spanien ein Sieg. Es folgten ein Sieg gegen die Schweiz und eine Niederlage gegen Griechenland. Mit zwei Siegen und zwei Niederlagen wurde Kroatien nur Vorletzte der Vorrundengruppe, zog aber dennoch in die Hauptrunde ein. Dort starteten die Kroatinnen mit einem Sieg über die Ukraine, verloren danach aber gegen Russland, Dänemark und Polen. Auch in der Hauptrunde wurde Kroatien nur Vorletzte und zog in die Platzierungsrunde ein. Hier gelangen zwei Siege gegen Italien und Ungarn. Somit schloss Kroatien zum dritten Mal in Folge auf dem neunten Platz ab. Hajduk erzielte in zehn Spielen als Torhüterin sechs Punkte.

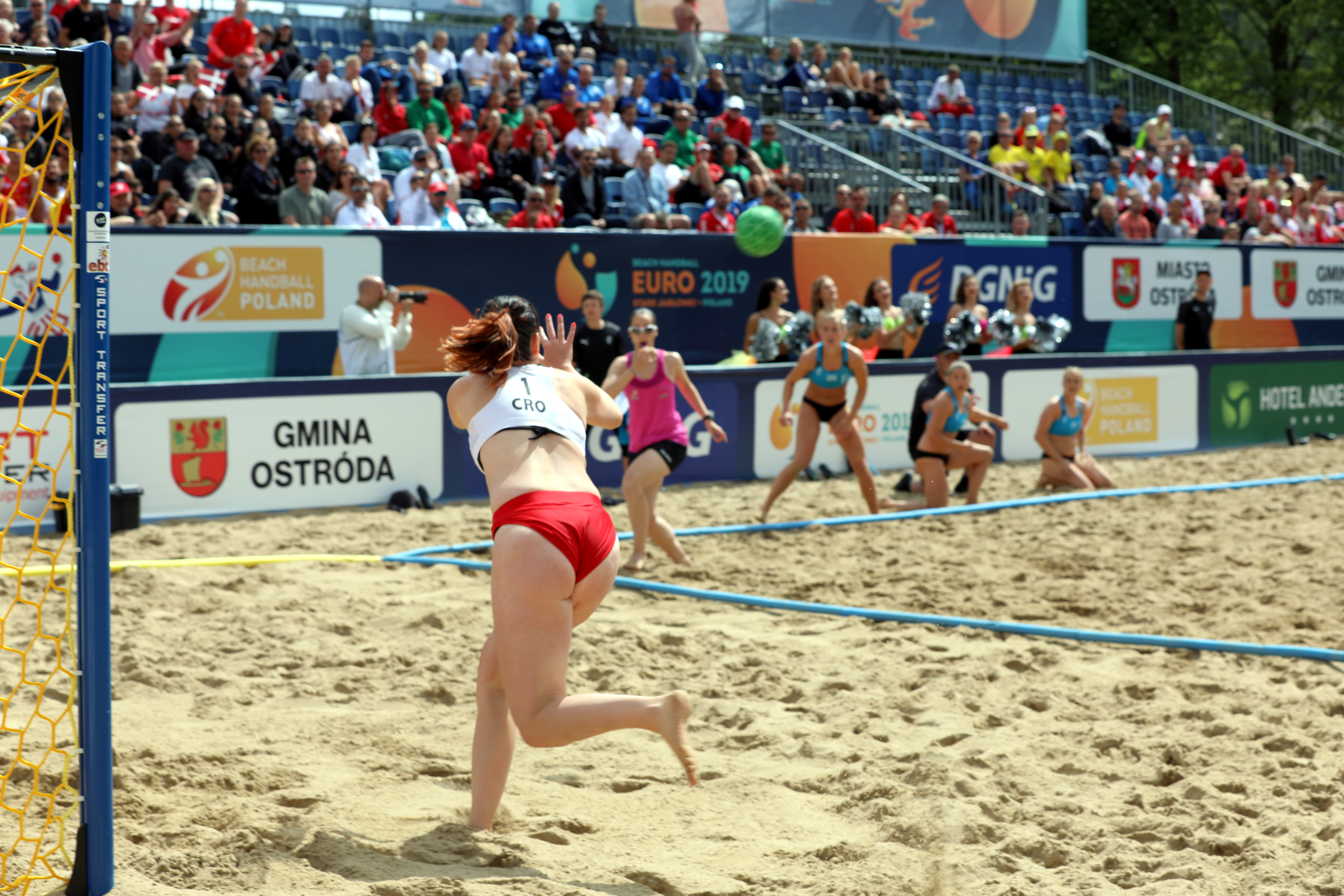
Hajduk versucht einen Wurf auf das leere Tor Kroatiens im Halbfinale gegen Dänemark bei der EM 2019 abzuwehren

Die zweite Teilnahme an einer EM folgte für Hajduk 2019 in Stare Jabłonki, Polen. In einer ausgeglichenen Vorrundengruppe A traf Kroatien auf die Mitfavoritinnen Niederlande und Norwegen sowie auf die Außenseiterinnen aus der Türkei und Rumänien. Nach einer Niederlage zum Auftakt gegen Norwegen, folgte ein Sieg im Shootout gegen die Niederlande, ein Sieg gegen Rumänien und die Türkei. Als Drittplatzierte der Vorrunde zog man in die Hauptrunde ein. Hier wurden nacheinander Ungarn, Portugal und die gastgebenden Polinnen bezwungen. Als Erste der Hauptrunde zogen die Kroatinnen in das Viertelfinale gegen die Ukraine ein, die knapp in zwei engen Sätzen bezwungen wurde. Damit zogen die Kroatinnen in das Halbfinale ein, wo sie erneut auf die Gegnerinnen aus der Vorrunde, die Norwegerinnen trafen. Gegen die Nordeuropäerinnen verloren die Kroatinnen des Spiels in zwei Durchgängen. Auch das Spiel um den dritten Platz wurde gegen die Niederlande verloren. Dennoch bedeutete der vierte Rang eine deutliche Verbesserung zu den drei vorherigen Turnieren. Hajduk traf, in allen zehn Spielen eingesetzt, zu zwei Punkten.
Bei ihrer dritten EM-Teilnahme 2021 in Warna startete die kroatische Mannschaft erneut mit einem Sieg über Italien in das Turnier. Danach folgte ein auf und ab: Niederlage gegen Norwegen und Sieg über Ungarn. Damit zog Kroatien als Vorrundengruppen-Zweite in die Hauptrunde. Dort gab es nacheinander Niederlagen gegen Dänemark, die Türkei und Spanien. Damit verpasste Kroatien als Gruppenletzte Mannschaft die Qualifikation für die Viertelfinals. Nach einer Niederlage gegen Griechenland und einem Sieg über Frankreich belegte Kroaten am Ende Rang elf. In allen acht Spielen eingesetzt traf sie zu acht Punkten.

## Einzelbelege
1. ↑  handball-world: Kroatische Torfrau wechselt nach Dänemark. Abgerufen am 7. August 2021.
2. ↑  Simona Hajduk do 30. lipnja u Podravki - Varaždinske Vijesti. Abgerufen am 7. August 2021 (hr-hr).
3. ↑  Varaždinska vratarka Simona Hajduk otputovala u Izrael - Varaždinske Vijesti. Abgerufen am 7. August 2021 (hr-hr).
IVA & SIMONA - A STORY FROM ISRAEL. Abgerufen am 7. August 2021.
4. ↑  Ivana Dežić: SIMONA HAJDUK Bivša golmanica 'Koke' poručuje: 'Najljepše je bilo u Izraelu koji je pedeset godina ispred Hrvatske'. Abgerufen am 7. August 2021 (kroatisch).
5. ↑  European Handball Federation - 2005 Women's European Championship 17 / Final Round. Abgerufen am 7. August 2021 (englisch).
6. ↑  Kiki Smiljanić: Očekujem da ćemo osvojiti Zaprešić Open i na kraju vratiti Dubravi naslov! | Crosport. Abgerufen am 25. Dezember 2020.
7. ↑  Detono Zagreb obranio naslov, pjeskašice Toyota MHC Dubrave nove prvakinje Hrvatske: Sad nas očekuje Europsko prvenstvo… | Crosport. Abgerufen am 25. Dezember 2020.
8. ↑  European Handball Federation - 2016 Women's Beach Handball Champions Cup / Final Tournament. Abgerufen am 7. August 2021 (englisch).
9. ↑  European Handball Federation - 2021 Women's European Beach Tour / Women's European Beach Tour Finals 2021. Abgerufen am 7. August 2021 (englisch).
About us. Archiviert vom Original am 12. Januar 2021; abgerufen am 25. Dezember 2020.
10. ↑  European Handball Federation - 2017 Women's ECh Beach Handball / Final Tournament. Abgerufen am 25. Dezember 2020 (englisch).
11. ↑  Europsko prvenstvo u rukometu na pijesku - rezultati. Abgerufen am 25. Dezember 2020.
12. ↑  UltraSports: Denmark have two shots at gold at Beach Handball EURO 2019 | UltraSports.TV. Archiviert vom Original am 21. Juni 2020; abgerufen am 19. Juni 2020 (amerikanisches Englisch).
13. ↑  European Handball Federation - 2019 Women's ECh Beach Handball / Final Tournament. Abgerufen am 21. April 2021 (englisch).
14. ↑  European Handball Federation - 2021 Women's ECh Beach Handball / Final Tournament. Abgerufen am 7. August 2021 (englisch).

| Personendaten    | Personendaten                |
| ---------------- | ---------------------------- |
| NAME             | Hajduk, Simona               |
| KURZBESCHREIBUNG | kroatische Handballspielerin |
| GEBURTSDATUM     | 1. August 1989               |